# Open JTAG
Open JTAG 项目是一个开源工程在GNU授权下发布.
它包括完整的硬件和软件 JTAG 设计参考, 基于简单的硬件组成，包括一个 FTDI FT245 USB 前端和一个 Altera EPM570 MAX II CPLD。